# Kanton Belgodère
Kanton Belgodère (francouzsky Canton de Belgodère) je francouzský kanton v departementu Haute-Corse v regionu Korsika. Tvoří ho 19 obcí.

## Obce kantonu
- Algajola
- Aregno
- Avapessa
- Belgodère
- Cateri
- Costa
- Feliceto
- Lavatoggio
- Mausoléo
- Muro
- Nessa
- Novella
- Occhiatana
- Olmi-Cappella
- Palasca
- Pioggiola
- Speloncato
- Vallica
- Ville-di-Paraso